# Franz Eybl

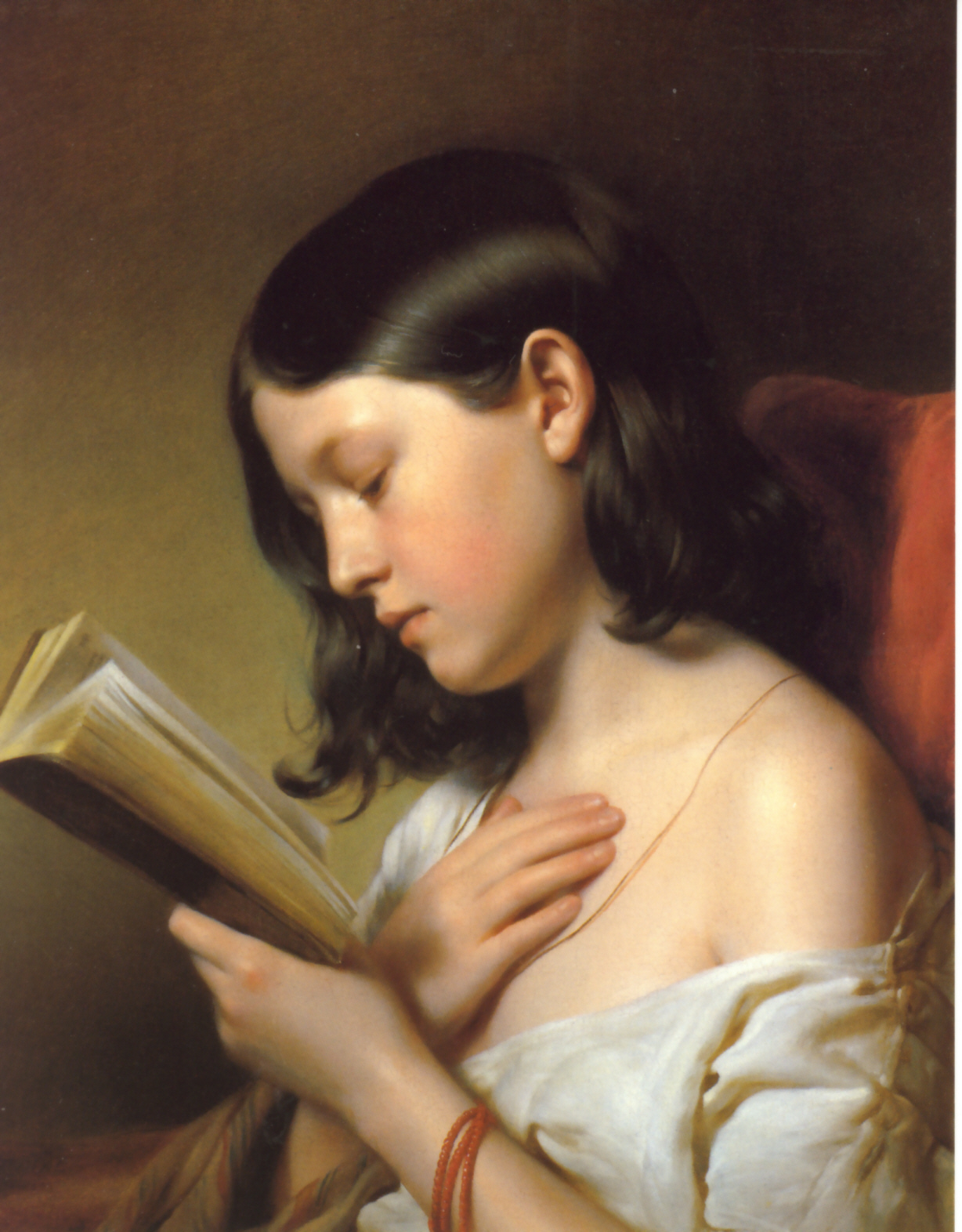
Olvasó lány

Franz Eybl (Bécs, 1806. április 1. – Bécs, 1880. április 29.) osztrák biedermeier festő.

## Életpályája
Franz Eybl Bécs elővárosában, Gumpendorf-ban, a Große Steingasse 136 (ma Stumpergasse 55) szám alatt született. Már 10 évesen, 1816-tól a Bécsi Képzőművészeti Akadémián tanult, ahol előbb Josef Klieber-nél tanult, majd 1817-től Josef Mössmer-nél tájképfestést. 1820 és 1823 között Johann Baptist Lampi és Franz Caucig irányítása alatt antik előképek után készített rajzokat, majd 1828-ig végezte Johann Peter Krafft alatt a történeti festészet tanulmányait. 1825-ben Eybl megkapta a Gundel-díjat és 1828-ban a Lampi-díjat. 1830-ban elvette feleségül Antonia Jordan-t. Eybl 1843-tól a Bécsi Akadémia tagja volt, 1853-tól a Belvedere-ben lévő Császári Képtár felügyelője, 1867-től az ugyanott lévő restaurátorműhelyek tanára. Franz Eybl a Belvedere-palotában lévő szolgálati lakásán hunyt el, a bécsi központi temetőbe (Zentralfriedhof) temették. 1933-ban Bécs-Leopoldau városrészben a művészről nevezték el az Eyblweg-et (Eybl út).

## Művei
- Szlovák hagymaárus (Ein slowakischer Zwiebelverkäufer) (Budapest, Szépművészeti Múzeum), 1835, 25 x 29,5 cm
- Ramsauer Bäuerin am Spinnrad (Bécs, Österreichische Galerie), 1836 körül
- Bildnis Frau Nadassy (Bécs, Österreichische Galerie), 1839, 29 x 23 cm
- Kalapos önarckép (Selbstporträt mit Hut) (Bécs, Österreichische Galerie), 1840 körül, 70 x 56 cm
- Selbstporträt vor rotem Grund (Bécs, Österreichische Galerie), 1843,
- Bildnis einer Dame im Lehnstuhl (Bécs, Österreichische Galerie), 1846, 111 x 91 cm
- Karl Gustav Wittmann auf dem Totenbett (Wien Museum), 1847, akvarell
- Das Innere einer Schmiede (Bécs, Österreichische Galerie), 1847,
- Olvasó lány (Lesendes Mädchen) (Bécs, Österreichische Galerie), 1850, 53 x 41 cm
- Ein alter Bettler (Bécs, Österreichische Galerie), 1856, 40 x 31 cm

### Magyar vonatkozású művei

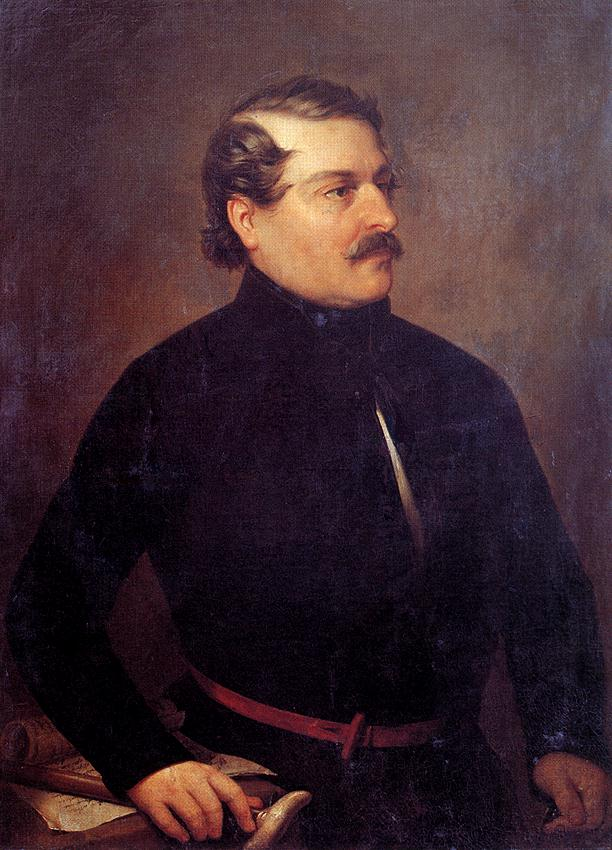
Count Miklós Wesselényi

- ifjabb Wesselényi Miklós gróf[10] (Budapest, Magyar Nemzeti Múzeum), 94 x 75,5 cm
- Klauzál Gábor
- Beöthy Ödön arcképe (litográfia, 1842)